# Конушинский берег
Конушинский бе́рег — берег в восточной части Белого моря, на восточном побережье Мезенской губы. Простирается от устья Мезень до мыса Конушин на полуострове Канин. Мыс Конушинский или Толстик, находится в 6,7 мили к югу от устья реки Волосова и представляет собой возвышенную часть берега, имеющую форму холма высотой 50 м. На мысе установлен Маяк Конушинский (67°14' N, 43°47' О). Севернее мыса Конушин находится Канинский берег.
Северная часть Конушинского берега административно относится к Канинскому сельсовету Заполярного района Ненецкого автономного округа, южная — к Мезенскому городскому поселению Мезенского района Архангельской области.
От мыса Конушин до устья реки Мезень Конушинский берег растянулся на 68 миль. На всём протяжении Конушинский берег обрывист. В районе мыса Конушин берег высокий, далее к востоку высота его уменьшается и на участке между мысом Конушинская Корга и рекой Шемокша берег становится низменным. В районе реки Шемокша берег вновь повышается и сохраняет свою высоту до реки Чижа. Участок берега между рекой Чижа и реками Верхняя Мгла и Нижняя Мгла невысок. В районе рек Верхняя Мгла и Нижняя Мгла берег резко повышается и остаётся возвышенным вплоть до мыса Рябинов. За мысом Рябинов высота берега вновь уменьшается. Река Чёрная впадает в Белое море в 4 милях юго-восточнее устья реки Чижа, река Яжма впадает в Белое море в 6 милях южнее устья реки Чёрная.
Конушинский берег почти на всем своем протяжении отмел и окаймлен широкой полосой осушки. Наиболее отмел участок берега между мысом Конушин и рекой Несь. Между прибрежной осушкой и изобатой 5 м имеется много банок, часть которых осыхает. Грунт у описываемого берега преимущественно песок, а местами камень.
Между мысом Конушин и рекой Шемокша, в 2 милях от береговой черты, находятся Шемоховские сопки. На одной из Шемоховских сопок, в 3,5 милях к северо-востоку от мыса Конушинская Корга, установлен знак Каменная Сопка.
В районе реки Чижа обнаружена магнитная аномалия. Склонение компаса 14°,0 О (1971 г.).
На мысе Верхнее Взглавье, в 1 миле к северу от устья рек Верхняя Мгла и Нижняя Мгла, установлен светящий знак Мгла.